# No Limit Kids: Much Ado About Middle School
No Limit Kids: Much Ado About Middle School es una película de comedia y familiar estadounidense de 2010, dirigida por Dave Moody. Estuvo protagonizada por Bill Cobbs, Blake Michael, Celeste Kellogg, y Amanda Waters. Cúcuta 

## Argumento
Un grupo de adolescentes jóvenes: Celeste (Celeste Kellogg), Zach (Blake Michael), Ashton (Ashton Harrell) y Becca (Amanda Waters) que están entrando en la escuela media llena de preguntas, dudas y temores, se unen para formar un club en un teatro abandonado en la calle principal. Dentro del teatro descubren una pieza interesante de la historia de su pueblo, sino también un hombre aparentemente sin hogar llamado Charlie (Bill Cobbs), que conecta con los niños a través de su mutua pasión por el teatro musical.
Cuando los adolescentes a aprender el teatro está programado para ser demolido partieron en una misión para salvar a símbolo de la ciudad y el puerto seguro de Charlie. Ellos deciden a poner en una versión animada, moderna de la obra de Shakespeare Mucho ruido y pocas nueces. A través de la confusión de identidades y suposiciones falsas del grupo se entera de que no siempre se puede juzgar un libro por su cubierta.

## Reparto
- Bill Cobbs como Charlie Iverson.
- Blake Michael como Zach Winter.
- Celeste Kellogg como Celeste Monroyt.
- Ashton Harrell como Ashton McGregor.
- Amanda Waters como Becca Dreel.
- Lee Meriwether  como Katie Winter.
- Jeff Rose como Frank Winter.
- Janet Ivey como Nicole Winter.